# Jerzy Różański (artysta)
Jerzy Różański (ur. 17 lutego 1947 w Juszczynie k. Środy Śląskiej) – artysta-autodydakta, grafik, jeden z twórców współczesnego ekslibrisu wrocławskiego, zamieszkały we Wrocławiu, od 1978 r. członek wrocławskiej grupy "Rys".
Ukończył Technikum Mechaniczne. Grafikę zaczął uprawiać amatorsko w 1974 roku. Dzisiaj doszedł do perfekcji w wielu technikach graficznych, których uczył się sam. Jego ekslibrisy znajdują się w zbiorach prywatnych i publicznych na wszystkich kontynentach. Do I kwartału 2010 r. wykonał ponad 840 ekslibrisów. Tworzy w różnych technikach, z powodzeniem je łącząc linoryt, plastikoryt, akwaforta, akwatinta, sucha igła, mezzotinta. W 1984 r. uczestniczył w X Międzynarodowym Biennale Ekslibrisu Współczesnego w Malborku.

## Udział w wystawach
- 1978: Ludzie nauki i kultury Wrocławia, wystawa ekslibrisu, Wrocław; wystawa ekslibrisu, Eberswald; Ekslibris Wrocławski, Wrocław;
- 1979: Grupa „Rys” wystawa prac graficznych, Wrocław; Wrocław – wystawy RYS-u – wyróżnienie; Teka „Rys-u”: ekslibrisy dla bibliotek dziecięcych we Wrocławiu. Także wystawa w Bibliotece Psie Pole. Wrocław; Pokonkursowa Wystawa Ekslibrisów „Rawicz `79” (wyróżnienie), Rawicz;
- 1980: Ekslibrisy ze zbiorów Czesława Rodziewicza,	Wrocław; Wrocław – wystawy „Rys-u” – wyróżnienie; Wyróżnienie, Rawicz; Ekslibris Wrocławski, Wrocław; Współczesny Ekslibris Polski. V Ogólnopolska Wystawa, Rzeszów; Teka „Czesławowi Miłoszowi”. Wy. Koło Miłośników Ekslibrisu we Wrocławiu, Wrocław;
- 1981: Exlibris Biblioteca – I nagroda (op. 120 – 122), Mediolan; Ex librisy dla Ojca Świętego Jana Pawła II, Rzeszów; Wrocław – wystawy RYS-u – wyróżnienie, Wrocław; Pokonkursowa Wystawa Ekslibrisów „Rawicz `81” (wyróżnienie), Rawicz; Miłoszowi. [wystawa PAX], Rzeszów;
- 1982: wystawa zbiorowa, Oksford; wyróżnienie, Sulejówek; „Niezależność, samorządność…” (ekslibris, PF, In memoriam … Wystawa ze zbiorów R.M. Łuczyńskiego (wystawa nielegalna, konspiracyjna; 20 prac, katalog 4-stronicowy, mps.), Krzeszowice;
- 1983: wystawy zbiorowe (Sint Niklaas, Frederikshavn, Vincey, Warszawa), Współczesny Ekslibris Polski. VI Ogólnopolska Wystawa, Rzeszów; Sacrum w polskiej sztuce współczesnej ze zbiorów Marka Czarnoty, Łańcut;
- 1984: X Międzynarodowe Biennale Ekslibrisu Współczesnego, Malbork; Kwiaty w ekslibrisie ze zbiorów Romualda M. Łuczyńskiego, Żagań; Kwiaty w ekslibrisie polskim, Muzeum Okręgowe, Lublin;
- 1985: Mail Art., Muzeum Poczty, Sztokholm; Toronto; Motywy architektoniczne w ekslibrisie ze zbiorów R.M. Łuczyńskiego, Wrocław; Kwiaty w ekslibrisie światowym z kolekcji J.T. Czosnyki, Wałbrzych;
- 1986: Motywy muzyczne i teatralne w ekslibrisie ze zbiorów R.M. Łuczyńskiego, Kłodzko, Wrocław; Ekslibrisy ludzi kultury i sztuki, Wałbrzych; Współczesny Ekslibris Polski. VII Ogólnopolska Wystawa, Rzeszów; Concorso Internazionale Ex Libris Lago Maggiore, Mediolan; Ekslibrisy grafików Polski północnej i zachodniej ze zbiorów T.J. Czosnki, Kołobrzeg; Ekslibris polityczny. Idea – ludzie – czyny z kolekcji J.T. Czosnki z Wojcieszowa, Dzierżoniów, Wałbrzych, Ząbkowice Śląskie; Akt i erotyka w ekslibrisie ze zbiorów R.M. Łuczyńskiego, Świdnica; Jerzy Różański: wystawa ekslibrisów ze zbiorów R.M. Łuczyńskiego, Legnica;
- 1987: I nagroda za ekslibris heraldyczny (op. 383, 384, 386, 387), Luksemburg;
- 1988: Orzeł na ekslibrisach. Ze zbioru Mirosława Z. Wojalskiego w 70 rocznicę odzyskania niepodległości, Łódź;
- 1991: Grafika Pour Feliciter, Kraków;
- 1992: Znaki książkowe Józefa Tadeusza Czosnyki, Kraków;
- 1993: Ekslibris heraldyczny Luksemburga, Luksemburg; Wystawa ekslibrisów o tematyce sakralnej ofiarowanych przez Klemensa Raczaka Muzeum Archidiecezjalnemu w Poznaniu, Poznań;
- 1994: International Exlibris „Goethe und Schiller im Exlibris”, Kronach;
- 1998: Cracoviana V, Kraków; III Krakowskie Biennale Ekslibrisu Polskiego, Kraków; Miasto Wieliczka – zabytkowa kopalnia soli III, Kraków; Międzynarodowa Wystawa Grafiki i Ekslibrisu „Adam Mickiewicz w 200 rocznicę urodzin”, Kalisz;
- 1999: Podgórze na ekslibrisach, Kraków;
- 2000: Pisarze na ekslibrisach, Galeria Ekslibrisu, Kraków; Motywy marynistyczne na ekslibrisach, Kraków; Kraków na ekslibrisach, Kraków; VIII Międzynarodowa Wystawa Ekslibrisu Muzycznego „Chopin i Jego Muzyka”, Ostrów Wielkopolski; Ekslibrisy ludzi znanych, Tłuszcz;
- 2001: Pisarze na ekslibrisach, Ognisko Polskie YMCA, Kraków;
- 2002: Juliusz Słowacki i jego dzieło na ekslibrisach, Ognisko Polskie YMCA, Kraków; V Krakowskie Biennale Ekslibrisu Polskiego, Kraków;
- 2003: Akademia Sztuk Pięknych w Krakowie – w 185 lecie, Kraków; Grafika Okolicznościowa Pour Feliciter, Kraków; Miasto Wieliczka – zabytkowa kopalnia soli V, Kraków; U progu Trzeciego Millenium – ekslibris sakralny, Kraków; Juliusz Słowacki i jego dzieło na ekslibrisach – II, Kraków; V Międzynarodowy Konkurs Graficzny na Ekslibris, Gliwice;
- 2004: Grafika i druczki świąteczno-noworoczne ze zbiorów Mieczysława Bielenia, Warszawa; Ekslibrisy Wisławy Szymborskiej i Czesława Miłosza, Kraków; Ekslibrisy dla Jana Pawła II, Kraków; Cracoviana VII, Kraków; Ekslibrisy Zygmunta Koniecznego i Piwnicy Pod Baranami, Kraków; 960 lat Opactwa OO Benedyktynów w Tyńcu, Kraków; Ekslibrisy Czesława Miłosza, Kraków;
- 2005: Atrybuty filmu na ekslibrisach, Kraków; Ekslibrisy Czesława Miłosza, Chrzanów;
- 2006: Jerzy Różański i jego ekslibrisy, wystawa indywidualna, Kraków; Ex libris. Gubernia Saules ziedu nuo 1665, Szawle; Śladami Jana Pawła II, Kraków; Goście 15-lecia, Kraków; Międzynarodowy Konkurs na Ekslibris Centrum Paderewskiego in memoriam Anny Knapik, Tarnów – Kąśna Dolna;
- 2007: Jerzy Różański i jego ekslibrisy, wystawa indywidualna, Środa Śląska[1]; Cracovia urbs celeberrima na ekslibrisach, Kraków; V Międzynarodowy Przegląd Ekslibrisu Drzeworytniczego i Linorytniczego im. Pawła Stellera – Dyplom Nagrody Specjalnej Dyrektora Biblioteki Śląskiej, Katowice; Motywy roślinne na ekslibrisach, Kraków; Motywy lotnicze na ekslibrisach, Kraków; Wielcy Polacy na ekslibrisach, Kraków, Ekslibris I LO we Wrocławiu. Jubileusz 100-lecia budynku, Wrocław; I Międzynarodowa Wystawa Ekslibrisu na Zaproszenie Fu Xian Zhai 2007, Pekin; VII Międzynarodowy Konkurs Graficzny na Ekslibris, Gliwice; Międzynarodowy Konkurs na Ekslibris poświęcony Wincentemu Polowi, Gdańsk, Sobieszowo; XV Tarptautinė Vilniaus Ekslibrisų Biennalė – Dyplom, Wilno; Tarptautinis Ekslibrisų Konkursas (wyróżnienie), Taurogi; International Exlibris Invitation Exhibition of Fu Xian Zhai (wyróżnienie), Szanghaj
- 2008: kilkanaście wystaw międzynarodowych
- 2009: wystawa indywidualna w Warszawskiej Galerii Ekslibrisu
- 2009: wystawa indywidualna w Krakowskiej Galerii Ekslibrisu "Podgórze"
- 2009: VII Międzynarodowy Przegląd Ekslibrisu Drzeworytniczego i Linorytniczego im. Pawła Stellera w Katowicach
- 2009: XIII Międzynarodowe Biennale Małej Formy Graficznej i Ekslibrisu w Ostrowie Wielkopolskim
- 2009: III Międzynarodowa Wystawa Ekslibrisów zorganizowana przez Fu Xian Ziai Exlibris Museum w Szanghaju
- 2009: Międzynarodowy Festiwal „Chopin w brawach jesieni" w Antoninie
- 2009: I Międzynarodowy Konkurs Towarzystwa Ekslibrisowego w Vojvodinie – wyróżnienie

## Nagrody i wyróżnienia w konkursach ekslibrisów
- 1979: Wrocław – wyróżnienie
- 1979: Rawicz – wyróżnienie
- 1980: Rawicz – wyróżnienie
- 1980: Wrocław – wyróżnienie
- 1981: Rawicz – wyróżnienie
- 1981: Sulejówek – wyróżnienie
- 1981: Mediolan – I nagroda za ekslibris biblioteczny
- 1981: Luksemburg – I nagroda za ekslibris heraldyczny
- 2007: Katowice – Dyplom Nagrody Specjalnej Dyrektora Biblioteki Śląskiej
- 2007: Wilno – wyróżnienie
- 2007: Łotwa – wyróżnienie
- 2007: Chiny – wyróżnienie
- 2008: Wrocław – I miejsce
- 2009: Vojvodina – wyróżnienie